# 이스마일 알아즈미
이스마일 알아즈미(1984년 6월 9일 ~ , 아랍어: اسماعيل بن سليمان العجمي)는 오만의 축구 선수로 포지션은 공격수이다. 현재는 사함 클럽 소속으로 뛰고 있다.